# Sinacroneuria bicornuata
Sinacroneuria bicornuata és una espècie d'insecte plecòpter pertanyent a la família dels pèrlids.

## Etimologia
El seu nom científic fa referència a les seues banyes prominents.

## Descripció
- Els adults presenten un patró de coloració marró clar amb la major part del cap de color marró clar, les ales clares amb la nervadura marró groguenc, el segment del fèmur marró groguenc i el de la tíbia lleugerament més fosc.
- Les ales anteriors del mascle fan 21 mm de llargària.
- Ni la femella ni la larva no han estat encara descrites.[3]

## Hàbitat
En el seu estadi immadur és aquàtic i viu a l'aigua dolça, mentre que com a adult és terrestre i volador.

## Distribució geogràfica
Es troba a Àsia: la Xina (Sichuan).